# (292220) 2006 SU49
(292220) 2006 SU49 (também escrito como (292220) 2006 SU49) é um asteroide próximo da Terra que é classificado como um asteroide Apollo. Ele possui uma magnitude absoluta de 17,8,. tem um diâmetro estimado em 380 metros e com uma massa de cerca de 7,3 x 1010 kg Esse asteroide já foi classificado com uma 1 chance em 42.000 de impactar com a Terra em 22 de janeiro de 2029. Em 29 de outubro de 2006, ele foi considerado com um valor de risco de impacto 0 na Escala de Turim. Ele foi retirado da tabela de risco da Sentry em 23 de novembro de 2006. Sabe-se atualmente que em 28 de janeiro de 2029, o asteroide estará a 0,00818 UA (1 224 000 km km ) da Terra.

## Descoberta
(292220) 2006 SU49 foi descoberto no dia 20 de setembro de 2006 pelo Spacewatch, projeto da Universidade do Arizona.

## Órbita
A órbita de (292220) 2006 SU49 tem uma excentricidade de 0,312416 e possui um semieixo maior de 1,4587 UA. O seu periélio leva o mesmo a uma distância de 0,971 UA em relação ao Sol e seu afélio a 1,8541 UA.